# Івано-Франківська агломерація
Станіславівська агломерація — агломерація з центром у місті Івано-Франківськ.
Розташована в передгір'ї Карпат. Головні чинники створення і існування агломерації: Прикарпаття, транспортні потоки поміж Балтійським і Чорним морями, культурний центр області.
Складається:
з районів: Богородчанський район, Тлумацький район, Тисменицький район, Галицький район.
з міст:
- Івано-Франківськ.
- Тисмениця

селищ міського типу:
- Лисець
- Богородчани
- Єзупіль

сіл:
- Вовчинець
- Микитинці
- Хриплин
- Угорники
- Загвіздя
- Угринів
- Ямниця
- Клузів

та ін.
Приблизна статистика (2001):
- Чисельність населення — 504,4 тис. осіб.
- Площа — 3 026 км².
- Густота населення — 166,7 осіб/км².